# Pépinière Filippi
El vivero Filippi (en francés: Pépinière Filippi) es un Vivero y jardín botánico de 1,5 hectáreas de extensión, especializado en Cistus y plantas mediterráneas, que se encuentra en Loupian, Francia.
"Collection National" por el Conservatorio de colecciones vegetales especializadas gracias a su colección de Cistus con 78 especies y variedades

## Localización
Está situado a las afueras de Mèze, cerca de Montpellier.
Pépinière Filippi Loupian, Département de Hérault, Languedoc-Roussillon France-Francia.
Planos y vistas satelitales, 43°27′00″N 3°36′50″E / 43.45000, 3.61389
Está abierto al público todos los días del año (en los meses de invierno previa cita).

## Historia
Apasionados por la botánica y los paisajes mediterráneos, Clara y Olivier Filippi han organizado el Vivero desde la década de 1990. 
Cultivan plantas de ambientes secos muchas de ellas recogidas durante viajes por la cuenca mediterránea adaptadas a ambientes de condiciones xéricas y suelos pobres.
Estas plantas son ideales para la creación de jardines de xeriscape.

## Colecciones botánicas
Gran parte de la colección existente actualmente fue plantada en sus inicios en 1996.
En el jardín hay especies de plantas mediterráneas y numerosos cultivares, todas ellas ideales para jardines secos ahorradores de agua.
Son de destacar: Artemisia 19 ssp. Cistus 78, Euphorbia 17 ssp. Lavandula 38 ssp. y cultivares, Nerium 109 cultivares, Phlomis 34 ssp. Rosmarinus 37 variedades y cultivares, Salvia 45, Santolina 14, Teucrium 31, Thymus 21, y 26 Gramíneas y cyperaceae.